# Predeal-Sărari (gmina)
Predeal-Sărari – gmina w Rumunii, w okręgu Prahova. Obejmuje miejscowości Bobicești, Poienile, Predeal, Sărari, Sărățel, Tulburea, Tulburea-Văleni, Vitioara de Sus i Zâmbroaia. W 2011 roku liczyła 2337 mieszkańców.